# Sergio Alexandro Burgoa
Pour les articles homonymes, voir Burgoa.
Sergio Alexandro Burgoa est un joueur de rink hockey né le 8 mars 1978. Il évolue actuellement au sein du club de HC Quévert.

## Parcours sportif
En 2003, il participe au championnat du monde où il termine à la quatrième place. 

En 2009, il décide de quitter l'Espagne pour venir jouer dans le championnat français au sein de la Roche-sur-Yon. Après trois saisons passées dans le club vendéen, il choisit de poursuivre sa carrière à Quévert. 

### Palmarès
Avec le CP Tenerife, il se classe premier du groupe A de la première division en 1997-1998.
En 2011, il obtient sa première Coupe de France avec le club de la Roche sur Yon. Il en obtient une deuxième avec le HC Quévert en 2013.
Il est sacré champion de France de Nationale 1 à la fin de la saison 2013-2014.